# Republica Moldova la Jocurile Olimpice de vară din 2016
Republica Moldova a participat la Jocurile Olimpice de vară din 2016 de la Rio de Janeiro, Brazilia, în perioada 5 – 21 august 2016 cu o delegație de 23 de atleți care au evoluat în cadrul a 9 discipline: atletism, caiac-canoe, haltere, judo, lupte, natație, taekwondo, tenis și tir cu arcul. Aceasta a fost a 6-a ediție consecutivă a JO la care Republica Moldova a participat în perioada post-sovietică.

## Atletism
Nouă atleți au îndeplinit baremul olimpic stabilit de IAAF.
Bărbați
Curse
| Atlet         | Proba   | Finala     | Finala |
| Atlet         | Proba   | Rezultatul | Locul  |
| ------------- | ------- | ---------- | ------ |
| Roman Prodius | Maraton | 2:27:01    | 105    |

Concursuri
| Atlet             | Proba                | Calificări | Calificări | Finala       | Finala       |
| Atlet             | Proba                | Rezultatul | Locul      | Rezultatul   | Locul        |
| ----------------- | -------------------- | ---------- | ---------- | ------------ | ------------ |
| Ivan Emilianov    | Aruncarea greutății  | 17,83      | 32         | Nu a avansat | Nu a avansat |
| Vladimir Letnicov | Triplusalt           | 15,29      | 38         | Nu a avansat | Nu a avansat |
| Serghei Marghiev  | Aruncarea ciocanului | 74,97      | 6 q        | 74,14        | 10           |

Femei
Curse
| Atletă           | Proba   | Finala     | Finala |
| Atletă           | Proba   | Rezultatul | Locul  |
| ---------------- | ------- | ---------- | ------ |
| Lilia Fisicovici | Maraton | 2:34:05 PB | 27     |

Concursuri
| Atletă            | Proba                | Calificări | Calificări | Finala       | Finala       |
| Atletă            | Proba                | Rezultatul | Locul      | Rezultatul   | Locul        |
| ----------------- | -------------------- | ---------- | ---------- | ------------ | ------------ |
| Zalina Marghieva  | Aruncarea ciocanului | 71,72      | 5 q        | 73,50        | 5            |
| Marina Nichișenco | Aruncarea ciocanului | 65,19      | 24         | Nu a avansat | Nu a avansat |
| Natalia Stratulat | Aruncarea discului   | 53,27      | 30         | Nu a avansat | Nu a avansat |
| Dimitriana Surdu  | Aruncarea greutății  | 15,25      | 35         | Nu a avansat | Nu a avansat |

## Caiac-canoe

### Sprint
Serghei Tarnovschi și-a asigurat calificarea după ce a câștigat medalia de bronz la Campionatul Mondial din 2015 de la Milano. Republica Moldova a obținut o cotă adițională la canoe dublu C-2 1000 m ca urmare a deciziei Federației Internaționale de Canoe de revoca această cotă echipei României pe motiv de doping la Campionatele Europene.
Serghei Tarnovschi s-a clasat pe locul 3 la proba de C1 pe distanță de 1000 m, cu timpul de 4:00,852, dar un test de dopaj făcut înaintea competiției s-a dovedit pozitiv cu stricnină. Fiind suspendat temporar cu efect imediat, el nu a concurat în proba de C2 pe 1000 m. Și-a pierdut medalia de bronz.
Masculin
| Sportiv            | Categorie   | Preliminare | Preliminare | Semifinală | Semifinală | Finală   | Finală |
| Sportiv            | Categorie   | Timp        | Loc         | Timp       | Loc        | Timp     | Loc    |
| ------------------ | ----------- | ----------- | ----------- | ---------- | ---------- | -------- | ------ |
| Serghei Tarnovschi | C1 - 1000 m | 4:05,193    | 1 Q FA      | -          | -          | 4:00,852 | DS     |
| Oleg Tarnovschi    | C1 - 200 m  | 40,852      | 2 Q SF      | 40,715     | 3 Q FB     | 40,280   | 12     |

## Haltere
Datorită rezultatelor obținute la Campionatul Mondial din 2015 de la Houston, Republica Moldova a obținut inițial 5 cote olimpice. Ulterior, Federația Internațională de Haltere a anunțat că Republica Moldova va beneficia doar de 4 cote olimpice, iar prin decizia din 22 iunie 2016 a mai retras două cote pe motiv de multiple cazuri de dopaj în timpul perioadei de calificare.
Bărbați
| Sportiv        | Categorie | Greutate | Smuls      | Smuls      | Smuls      | Smuls | Aruncat    | Aruncat    | Aruncat    | Aruncat | Total | Locul |
| Sportiv        | Categorie | Greutate | Rezultatul | Rezultatul | Rezultatul | Locul | Rezultatul | Rezultatul | Rezultatul | Locul   | Total | Locul |
| -------------- | --------- | -------- | ---------- | ---------- | ---------- | ----- | ---------- | ---------- | ---------- | ------- | ----- | ----- |
| Serghei Cechir | 69 kg     | 68,75    | 140        | 144        | 147        | 8     | 170        | 175        | 178        | 8       | 322   | 6     |
| Alexandru Șpac | 77 kg     | 76,52    | 150        | 155        | 158        | 7     | 185        | 190        | 192        | 4       | 347   | 5     |

Femei
| Sportivă         | Categorie | Greutate | Smuls      | Smuls      | Smuls      | Smuls | Aruncat    | Aruncat    | Aruncat    | Aruncat | Total | Locul |
| Sportivă         | Categorie | Greutate | Rezultatul | Rezultatul | Rezultatul | Locul | Rezultatul | Rezultatul | Rezultatul | Locul   | Total | Locul |
| ---------------- | --------- | -------- | ---------- | ---------- | ---------- | ----- | ---------- | ---------- | ---------- | ------- | ----- | ----- |
| Natalia Prișcepa | 75 kg     | 73,72    | 93         | 97         | 100        | 12    | 110        | 116        | 123        | 12      | 213   | 12    |

## Judo
Valeriu Duminică (81 kg) nu s-a calificat direct la JO de la Rio, dar a obținut cota olimpică în baza clasării în topul IJF World Ranking List din 30 mai 2016.
| Sportiv          | Categorie | Runda 1/32        | Runda 1/16                 | Runda 1/8                  | Sferturi          | Semifinale        | Repechage         | Finala / MMB      | Locul |
| Sportiv          | Categorie | Adversar Rezultat | Adversar Rezultat          | Adversar Rezultat          | Adversar Rezultat | Adversar Rezultat | Adversar Rezultat | Adversar Rezultat | Locul |
| ---------------- | --------- | ----------------- | -------------------------- | -------------------------- | ----------------- | ----------------- | ----------------- | ----------------- | ----- |
| Valeriu Duminică | 81 kg     | Bye               | Mrvaljević (MNE) 002 - 000 | Marconcini (ITA) 010 - 110 | Nu a avansat      | Nu a avansat      | Nu a avansat      | Nu a avansat      | 9     |

## Lupte
Republica Moldova a obținut două cote olimpice la lupte libere în cadrul turneului mondial de calificare desfășurat la Ulaanbaatar.
La 11 mai 2016, Federația Mondială de Lupte Unificate a acordat Republicii Moldova o cotă olimpică adițională în categoria 58 kg la lupte feminine după descalificarea, pe motiv de doping, a unei luptătoare ucrainene la turneul european de calificare.

Lupte libere
| Sportiv          | Categorie | Calificări             | Runda 1             | Sferturi          | Semifinale        | Repechage 1       | Repechage 2       | Finala / MMB      | Finala / MMB |
| Sportiv          | Categorie | Adversar Rezultat      | Adversar Rezultat   | Adversar Rezultat | Adversar Rezultat | Adversar Rezultat | Adversar Rezultat | Adversar Rezultat | Locul        |
| ---------------- | --------- | ---------------------- | ------------------- | ----------------- | ----------------- | ----------------- | ----------------- | ----------------- | ------------ |
| Evgheni Nedealco | 74 kg     | Usserbayev (KAZ) P 1–4 | Nu a avansat        | Nu a avansat      | Nu a avansat      | Nu a avansat      | Nu a avansat      | Nu a avansat      | 16           |
| Nicolae Ceban    | 97 kg     | Bye                    | Saritov (ROU) P 1–3 | Nu a avansat      | Nu a avansat      | Nu a avansat      | Nu a avansat      | Nu a avansat      | 12           |

Lupte feminine
| Sportivă           | Categorie | Calificări           | Runda 1              | Sferturi          | Semifinale        | Repechage 1       | Repechage 2       | Finala / MMB      | Finala / MMB |
| Sportivă           | Categorie | Adversar Rezultat    | Adversar Rezultat    | Adversar Rezultat | Adversar Rezultat | Adversar Rezultat | Adversar Rezultat | Adversar Rezultat | Locul        |
| ------------------ | --------- | -------------------- | -------------------- | ----------------- | ----------------- | ----------------- | ----------------- | ----------------- | ------------ |
| Mariana Cherdivară | 58 kg     | Antes (ECU) C 3–0 PO | Malik (IND) P 1–3 PP | Nu a avansat      | Nu a avansat      | Nu a avansat      | Nu a avansat      | Nu a avansat      | 11           |

## Natație
Republica Moldova a obținut două cote olimpice: câte una în concursul masculin și în cel feminin
Bărbați
| Sportiv       | Proba       | Serii      | Serii | Semifinale   | Semifinale   | Finala       | Finala       |
| Sportiv       | Proba       | Rezultatul | Locul | Rezultatul   | Locul        | Rezultatul   | Locul        |
| ------------- | ----------- | ---------- | ----- | ------------ | ------------ | ------------ | ------------ |
| Alexei Sancov | 200 m liber | 1:48,85    | 34    | Nu a avansat | Nu a avansat | Nu a avansat | Nu a avansat |

Femei
| Sportivă       | Proba      | Serii      | Serii | Semifinale   | Semifinale   | Finala       | Finala       |
| Sportivă       | Proba      | Rezultatul | Locul | Rezultatul   | Locul        | Rezultatul   | Locul        |
| -------------- | ---------- | ---------- | ----- | ------------ | ------------ | ------------ | ------------ |
| Tatiana Chișca | 100 m bras | 1:11,37    | 36    | Nu a avansat | Nu a avansat | Nu a avansat | Nu a avansat |

## Taekwondo
Fostul britanic, naturalizat în 2015 Aaron Cook s-a calificat în urma medaliei de argint obținute la Grand Prix-ul de la Ciudad de México.
| Sportiv    | Categorie | Calificări           | Sferturi          | Semifinală        | MMB               | Finala            | Finala |
| Sportiv    | Categorie | Adversar Rezultat    | Adversar Rezultat | Adversar Rezultat | Adversar Rezultat | Adversar Rezultat | Loc    |
| ---------- | --------- | -------------------- | ----------------- | ----------------- | ----------------- | ----------------- | ------ |
| Aaron Cook | 80 kg     | Liu W-T (TPE) P 14–2 | Nu a avansat      | Nu a avansat      | Nu a avansat      | Nu a avansat      | 11     |

## Tenis
Radu Albot s-a calificat la Jocurile Olimpice de la Rio, fiind primul sportiv din Republica Moldova care participă în această disciplină la o ediție a Jocurilor Olimpice.
| Sportiv    | Proba               | Runda 1                          | Runda 2                | Runda 3           | Sferturi          | Semifinală        | Finala / MMB      | Finala / MMB |
| Sportiv    | Proba               | Adversar Rezultat                | Adversar Rezultat      | Adversar Rezultat | Adversar Rezultat | Adversar Rezultat | Adversar Rezultat | Loc          |
| ---------- | ------------------- | -------------------------------- | ---------------------- | ----------------- | ----------------- | ----------------- | ----------------- | ------------ |
| Radu Albot | masculin individual | Gabashvili (RUS) (4–6, 6–4, 6–4) | Čilić (CRO) (3-6, 4-6) | Nu a avansat      | Nu a avansat      | Nu a avansat      | Nu a avansat      | 17           |

## Tir cu arcul
Alexandra Mîrca s-a calificat la Jocurile Olimpice în concursul feminin individual după ce a ocupat locul trei la turneul preolimpic desfășurat în Antalya, Turcia.
| Sportivă        | Proba              | Runda de clasament | Runda de clasament | Runda 1                                              | Runda 2                            | Runda 3           | Sferturi          | Semifinale        | Finala / MMB      | Finala / MMB |
| Sportivă        | Proba              | Rezultat           | Locul              | Adversar Rezultat                                    | Adversar Rezultat                  | Adversar Rezultat | Adversar Rezultat | Adversar Rezultat | Adversar Rezultat | Locul        |
| --------------- | ------------------ | ------------------ | ------------------ | ---------------------------------------------------- | ---------------------------------- | ----------------- | ----------------- | ----------------- | ----------------- | ------------ |
| Alexandra Mirca | feminin individual | 636                | 27                 | Román (MEX) 6:4 (27:25, 25:29, 28: 25, 26:26, 27:27) | WU (CHN) 0:6 (25:26, 23:25, 24:27) | Nu a avansat      | Nu a avansat      | Nu a avansat      | Nu a avansat      | 17           |